# Quinta (música)

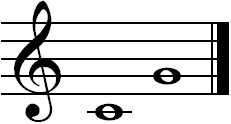
Quinta justa C - G

Quinta ou diapente, em música, é o intervalo entre uma nota musical e outra, que esteja a quatro graus de distância da primeira, dentro de uma escala.
Por exemplo, em C Maior, temos a quinta C- G:
```
C
 - D - E - F - 
G

1
 - 2 - 3 - 4 - 
5
```

De acordo com o número de semitons entre uma nota e outra, a quinta pode ser considerada justa (7 semitons), aumentada (8 semitons) ou diminuta (6 semitons).